# Tonica Dream Team
Tonika Dream Team je hrvatski glazbeni sastav, sastavljen od poznatih hrvatskih glazbenika iz produkcijske kuće Tonika, pod vodstvom Tončija Huljića. Nastao je 1997. godine i snimio zajedničku pjesmu "Božić je", koju je skladao Tonči Huljić, tekst napisala Vjekoslava Huljić, a aranžman uradio Remi Kazinoti.

## Diskografija

### Pjesme
- Božić je

## Vanjske poveznice
- http://www.youtube.com/watch?v=jChSx5BdIKU Video